# Jean Malartic
Jean Malartic (14 avril 1736, Libourne - 1er septembre 1803, Libourne), est un ecclésiastique, député du clergé aux États généraux de 1789.

## Biographie
Docteur en théologie et curé de Saint-Denis-de-Pile, en Guyenne, il fut élu député du clergé aux États généraux pour la sénéchaussée de Castelmoron d'Albret le 17 mars 1789. 
Il fut un des ecclésiastiques qui se joignirent au tiers état pour appuyer ses revendications ; il prêta le serment civique le 3 janvier 1791, le rétracta le lendemain, et disparut de la scène politique après la session.